# Hydriomena tesellata
Hydriomena tesellata är en fjärilsart som beskrevs av Dyar 1915. Hydriomena tesellata ingår i släktet Hydriomena och familjen mätare. Inga underarter finns listade i Catalogue of Life.